# يوهان شان
يوهان شان (بالهولندية: Johan Schans)‏ (مواليد 14 مايو 1949) هو سبّاح هولندي، مثّل بلاده في الألعاب الأولمبية الصيفية 1968.

## روابط خارجية
يوهان شان على موقع الاتحاد الدولي للسباحة (الإنجليزية)
- يوهان شان على موقع أوليمبيديا (الإنجليزية)